# 6999 Meitner
A 6999 Meitner (ideiglenes jelöléssel 4379 T-3) a Naprendszer kisbolygóövében található aszteroida. Cornelis Johannes van Houten,  Ingrid van Houten-Groeneveld és Tom Gehrels fedezte fel 1977. október 16-án.